# جيتا راو جوبتا
جيتا راو جوبتا (بالإنجليزية: Geeta Rao Gupta)‏ من مواليد 1956 في مومباي، الهند، هي رائدة في قضايا النوع الاجتماعي وقضايا المرأة وفيروس نقص المناعة البشرية/الإيدز، وتعمل كمدير تنفيذي لبرنامج 3D للفتيات والنساء وكبير زملاء في مؤسسة الأمم المتحدة منذ عام 2017. وكثيرا ما يتم التشاور معها حول القضايا المتعلقة بالوقاية من الإيدز وتعرض المرأة لفيروس نقص المناعة البشرية وهي مدافعة عن التمكين الاقتصادي والاجتماعي للمرأة لمكافحة المرض والفقر والجوع.

## نبذة
حصلت راو جوبتا على درجة الدكتوراه في علم النفس الاجتماعي من جامعة بنغالور، وماجستير في السلوك التنظيمي من جامعة دلهي، وماجستير في علم النفس السريري وبكالوريوس في علم النفس من جامعة دلهي.
أثناء العمل من أجل الحصول على درجات علمية متقدمة في علم النفس الاجتماعي، عملت راو جوبتا كمستشارة في مركز استقبال في نيودلهي وحاضرت في أقسام علم النفس في العديد من الجامعات. في معهد تاتا للعلوم الاجتماعية، عملت راو جوبتا مع فريق لتطوير أول منهج لدراسات المرأة لطلاب الدراسات العليا في الهند.

## وصلات خارجية
- "The Creative Capitalism Roundtable", TIME Magazine, Jul-31, 2008
- "The Class Struggle", Financial Times, Sept-26, 2008
- "The Creative Capitalism Roundtable", TIME Magazine, Jul-31, 2008
- "RIGHTS: Ignoring Girls' Welfare Carries High Price"
- "International Center for Research on Women Staff Bio"
- "International Center for Research on Women website"
- "Geeta Rao Gupta, Ph.D., Joins Bill & Melinda Gates Foundation as a Senior Fellow" Gates Foundation.org, 8 Oct 2009
- United Nations Press Release